# Захарки (Псковская область)
Захарки — деревня в Усвятском районе Псковской области России. Входит в состав Усвятской волости.

## География
Находится в 3 верстах к западу от деревни Чурилово и примерно в 22 верстах к северо-западу от посёлка Усвяты на берегу озера Сенница в месте, где из него вытекает река Сенница.

## Население
| 2001 | 2002 | 2010 |
| ---- | ---- | ---- |
| 16   | ↗21  | ↘16  |

Численность населения деревни по оценке на начало 2001 года составляла 16 жителей.